# Amimitl
Amimitl is een watergod uit de Azteekse mythologie. Hij was de god van meren en vissers.
De naam 'Amimitl' (jagende pijl) is mogelijk ook gedragen door een heerser van het Purépecha-volk. Amimitl wordt tevens in verband gebracht met de watergod Atlaua en schijnt in het bijzonder vereerd te zijn in de plaats Cuitlahuac, op een eiland gelegen in het Chalcomeer.